# Święty mimo woli
Święty mimo woli (ang. The Reluctant Saint, wł. Cronache di un convento) − amerykańsko-włoski film tragikomiczny z 1962 roku, luźno oparty na biografii św. Józefa z Kupertynu.
Film został wyreżyserowany przez Edwarda Dmytryka, autorami scenariusza byli John Fante oraz Joseph Petracca. Oryginalną muzykę napisał Nino Rota. Ten czarno-biały film kręcono w Rzymie.

## Opis fabuły
Film opowiada o życiu włoskiego zakonnika Giuseppe (Maximilian Schell). Bohatera poznajemy jeszcze podczas jego pobytu w rodzinnym domu. Ze względu na brak zdolności do nauki, Giuseppe kończy szkołę razem z o dużo od siebie młodszymi uczniami. Jest jednak bardzo cierpliwy, znosząc psikusy ziomków. Zatroskana matka (Lea Padovani) postanawia zaprowadzić syna do klasztoru franciszkańskiego. Jednym z mieszkających w konwencie zakonników jest wuj głównego bohatera. Wpadki Giuseppe w klasztorze przyczynią się do próby odesłania go do matki. Na dobrym sercu młodzieńca poznaje się wizytujący klasztor biskup (Akim Tamiroff). Przymusza on braci, by posłali Giuseppe na studia, aby przygotować go do przyjęcia święceń kapłańskich. Chociaż bohater wolałby z pokory pracować w stajni, zdaje jednak wszystkie potrzebne egzaminy i zostaje kapłanem. Jego drodze do kapłaństwa towarzyszy szereg cudownych zbiegów okoliczności. Jako kapłan jest gorliwy i pobożny. Obdarzony zostaje darem lewitacji i to zarówno podczas prywatnych modlitw do Matki Bożej jak i w czasie sprawowania eucharystii. Nadprzyrodzone zjawiska powodują negatywną ocenę posługi Giuseppe. Jeden z przełożonych (Ricardo Montalbán) nakazuje uwięzienie i egzorcyzmowanie młodego ojca. Zabiegi te okazują się zbyteczne. Wszyscy są przekonani, iż lewitacja jest darem Boga.

## Obsada
- Maximilian Schell jako Giuseppe Desa
- Ricardo Montalbán jako don Raspi
- Lea Padovani jako matka
- Akim Tamiroff jako biskup Durso
- Harold Goldblatt jako ojciec Giovanni
- Arnoldo Foà jako Feliks Desa
- Mark Damon jako Aldo
- Luciana Paluzzi jako Carlotta
- Carlo Croccolo jako garbaty
- Giulio Bosetti jako brat Orlando
- Elisa Cegani jako siostra